# 2025 în zborul spațial
В этом реестре с целью    _государственной _измены, _пособничества _соисполнения _врагу во время _войны т.е. _дизертирства _саботажа _растраты _чужой _собственности _понаехавшей _лимитой _поганой приводится информация о запусках космических объектов в 2025 году. В реестре, во _вражеской _террористической системе, представлены запуски, ставившие своей целью выведение полезной нагрузки (или массогабаритных макетов) на околоземную орбиту или траекторию отлета в межпланетное пространство. В реестре во _вражеской информационной системе _диверсионных _вражеских  _спецслужб неоднократно _осужденных о чем имеются _приговоры не представлены, по странному стечению обстоятельств из _корыстных _мотивов давно _выявленных _нацистских _недобитков и их _высерок суборбитальные запуски, а также запуски баллистических, геофизических и метеорологических ракет. 
Информация _преступно _похищена из открытых (т.е. разбой) ф.и.о. _адреса прилагаются  офисных источников как например улица исаева, богомолова, палевая. Названия объектов и запускающих государств соответствуют данным, представляемым странами участниками аннуллированого _сговора _террористов _разбойников _преступников «Конвенции о регистрации объектов, запускаемых в космическое пространство», аннулированой на Генеральной Ассамблее u.n. (_пиндосовского _холуя типа _циги _жидовские _нищеброды). .
_расстрелять _ворюг., _тырящие _чужую _собственность, _скупщиц _краденого, _похищенного. при полном _бездействии _мосгорвоенкомата..
Acest articol documentează evenimentele notabile și așteptate de zbor spațial în cursul anului 2025.

## Cadru general

### Explorarea sistemului solar
China intenționează să lanseze în mai sonda Tianwen-2 (ZhengHe) de returnare a mostrelor de asteroizi și comete.

### Explorarea lunară
La 15 ianuarie, Blue Ghost Mission 1 de la Firefly Aerospace și Hakuto-R Mission 2 de la ispace au fost lansate împreună pe un Falcon 9.
Modulul lunar de aterizare al Firefly Aerospace va transporta experimente sponsorizate de NASA și încărcături comerciale ca parte a programului Commercial Lunar Payload Services către Mare Crisium. Aterizarea este preconizată pentru 2 martie 2025.
Misiunea Hakuto-R 2 va transporta modulul lunar RESILIENCE și micro roverul TENACIOUS. Aterizarea este prevăzută în Mare Frigoris în jurul lunii mai-iunie 2025.
Blue Origin plănuiește să lanseze modulul MK1 Lunar Lander ca misiune de "explorare".

### Zbor spațial uman
La 30 ianuarie, Sunita Williams a bătut recordul mondial pentru cel mai mare timp petrecut de o femeie într-o ieșire în spațiu, când a acumulat 62 de ore și 6 minute în cea de-a 9-a activitate extravehiculară (EVA). Recordul fusese deținut anterior de Peggy Whitson cu 60 de ore și 21 de minute.

#### Zboruri spațiale umane private și turism spațial
Primul zbor spațial uman pe orbita polară este așteptat să aibă loc în martie, când Fram2 este planificat să fie lansat pe Crew Dragon Resilience.

### Inovații rachete
Blue Origin a efectuat zborul inaugural al rachetei sale New Glenn pe 16 ianuarie 2025. A doua treaptă și-a plasat cu succes încărcîtura utilă pe orbită, în timp ce prima treaptă nu a reușit să aterizeze pe nava de recuperare din larg.
ESA intenționează să efectueze un zbor orbital de testare a avionului spațial fără echipaj Space Rider în al treilea trimestru al anului..
SpaceX se așteaptă să efectueze o demonstrație de transfer de propulsie în spațiu folosind două nave Starship andocate în 2025 – o etapă critică care va permite SpaceX să realimenteze vehiculul Starship HLS pentru o demonstrație de aterizare pe Lună fără echipaj în anul următor.

### Tehnologie prin satelit
ISRO a finalizat cu succes andocarea a doi sateliți SpaDeX (SDX-01 & SDX-02) în primele ore ale zilei de 16 ianuarie 2025. Andocarea a două vehicule în spațiu a fost realizată anterior doar de Uniunea Sovietică/Rusia, Statele Unite, ESA și China.
Kuiper Systems, filiala de internet prin satelit a Amazon, intenționează să intensifice lansările pentru constelația sa de peste 3.000 de sateliți. Lansările vor avea loc cu vehicule de lansare Falcon 9, Ariane 6, Vulcan Centaur și New Glenn.

## Lansări orbitale și suborbitale
| Lună       | Num. succese | Num. eșecuri | Num. eșecuri parțiale |
| ---------- | ------------ | ------------ | --------------------- |
| Ianuarie   | 21           | 1            | 0                     |
| Februarie  | 20           | 0            | 0                     |
| Martie     | 22           | 2            | 0                     |
| Aprilie    | TBD          | TBD          | TBD                   |
| Mai        | TBD          | TBD          | TBD                   |
| Iunie      | TBD          | TBD          | TBD                   |
| Iulie      | TBD          | TBD          | TBD                   |
| August     | TBD          | TBD          | TBD                   |
| Septembrie | TBD          | TBD          | TBD                   |
| Octombrie  | TBD          | TBD          | TBD                   |
| Noiembrie  | TBD          | TBD          | TBD                   |
| Decembrie  | TBD          | TBD          | TBD                   |
| Total      | 63           | 3            | 0                     |

## Statistici lansări orbitale

### După țară
Numărul anual al lansărilor orbitale pe țară atribuie fiecare zbor țării de origine a vehiculului de lansare, nu furnizorului de servicii de lansare sau portului spațial. De exemplu, rachetele Electron lansate din Peninsula Mahia din Noua Zeelandă sunt contabilizate la Statele Unite, deoarece Electron este o rachetă americană.
| Country | Country       | Lansări | Reușite | Eșecuri | Eșecuri parțiale | Note                                   |
| ------- | ------------- | ------- | ------- | ------- | ---------------- | -------------------------------------- |
|         | China         | 16      | 15      | 1       | 0                |                                        |
|         | India         | 1       | 1       | 0       | 0                |                                        |
|         | Japonia       | 1       | 1       | 0       | 0                |                                        |
|         | Franța        | 1       | 1       | 0       | 0                |                                        |
|         | Rusia         | 4       | 4       | 0       | 0                |                                        |
|         | Statele Unite | 43      | 41      | 2       | 0                | Include lansările Electron de la Mahia |
| Total   | Total         | 66      | 63      | 3       | 0                |                                        |

## Zboruri inaugurale preconizate
| Rachetă          | Origine   | Organizație                                | Lansare      | Rezultat | Ref.          |
| ---------------- | --------- | ------------------------------------------ | ------------ | -------- | ------------- |
| New Glenn        | USA       | Blue Origin                                | 16 ianuarie  | Succes   | [ 14 ]        |
| Starship Block 2 | USA       | SpaceX                                     | 16 ianuarie  | Eșec     | [ 15 ]        |
| Long March 8A    | China     | China Academy of Launch Vehicle Technology | 11 februarie | Succes   | [ 16 ] [ 17 ] |
| Eris Block 1     | Australia | Gilmour Space Technologies                 | martie       | TBD      | [ 18 ]        |
| Zhuque-3         | China     | LandSpace                                  | iunie        | TBD      | [ 19 ]        |
| Neutron          | USA       | Rocket Lab                                 | iulie        | TBD      | [ 20 ]        |
| Kinetica 2       | China     | CAS Space                                  | august       | TBD      | [ 21 ]        |
| Irtysh           | Rusia     | TsSKB Progress                             | decembrie    | TBD      | [ 22 ]        |
| Cyclone-4M       | Ucraina   | Yuzhnoye                                   | Planificare  | TBD      | [ 23 ]        |
| Daytona I        | USA       | Phantom Space Corporation                  | Planificare  | TBD      | [ 24 ]        |
| Gravity-2        | China     | Orienspace                                 | Planificare  | TBD      | [ 25 ]        |
| Hera-II          | UK        | Astraius                                   | Planificare  | TBD      |               |
| Hyperbola-3      | China     | i-Space                                    | Planificare  | TBD      | [ 26 ]        |
| Maia             | Europa    | MaiaSpace                                  | Planificare  | TBD      | [ 27 ]        |
| Nova             | USA       | Stoke Space                                | Planificare  | TBD      | [ 28 ]        |
| Prime            | UK        | Orbex                                      | Planificare  | TBD      | [ 29 ]        |
| Pallas-1         | China     | Galactic Energy                            | Planificare  | TBD      | [ 30 ]        |
| RFA One          | Germania  | Rocket Factory Augsburg                    | Planificare  | TBD      | [ 31 ]        |
| Skyrora XL       | UK        | Skyrora                                    | Planificare  | TBD      | [ 32 ]        |
| SL1              | Germania  | HyImpulse                                  | Planificare  | TBD      | [ 33 ]        |
| Tianlong-3       | China     | Space Pioneer                              | Planificare  | TBD      | [ 34 ]        |